# Sybra subconicollis
Sybra subconicollis es una especie de escarabajo del género Sybra, familia Cerambycidae. Fue descrita científicamente por Breuning en 1967.
Habita en Indonesia. Esta especie mide 7 mm.